# Francis Edward Bache
Francis Edward Bache (Birmingham, 14 september 1833 – aldaar, 24 augustus 1858) was een Engels pianist en componist. 

## Levensloop
Bache's vader was politicus. Als kind was hij een fervent muzikant, speelde piano toen hij vier jaar oud was en trad later op als violist in het orkest toen Felix Mendelssohn zijn oratorium Elijah dirigeerde op het muziekfestival van Birmingham in 1846. Bache ouders hoopten dat hij naar Leipzig zou gaan om te studeren bij Mendelssohn, maar de dood van de Duitser in 1847 leidde ertoe dat hij in 1849 in plaats daarvan ging studeren bij Bennett, vriend en oud-leerling van Mendelssohn, in Londen voor een periode van vier jaar.  
Daarna volgde een studie bij Moritz Hauptmann in Leipzig, waar Bache componisten ontmoette als Berlioz, Czerny en Liszt (bij wie zijn jongere broer Walter later les zou gaan nemen). Een jaar later verhuisde hij naar Parijs. Door het overlijden van zijn moeder in 1854 en zijn aanhoudende slechte gezondheid (waarvan de eerste verschijnselen zich al openbaarden in 1849) vertrok Bache richting huiswaarts in de hoop om zich definitief in Engeland te kunnen vestigen. 
Bache keerde echter terug naar Leipzig en reisde vervolgens in 1856 naar Italië om de Italiaanse opera te kunnen bestuderen. Het idee er achter was om afstand te nemen van de Duitse invloed. Dit wordt duidelijk weergegeven in een brief die hij in 1856 aan een vriend schreef: 'Ik heb de laatste tijd veel van Schumanns muziek gespeeld, en elk volgend stuk vergroot mijn afkeer ervan in alles.'
Maar zijn gezondheid werd steeds slechter en tijdens de zomer van 1857 keerde Bache terug naar Engeland. Zijn hoop ‘om nog vele jaren te kunnen leven door goed op te passen' werd niet gerealiseerd: hij stierf aan tuberculose in het ouderlijk huis in Birmingham in augustus 1858 op 24-jarige leeftijd.
Bache heeft twee opera’s geschreven, kamer- en pianomuziek, een paar liederen en een pianoconcert. 
Het pianoconcert is pas voor het eerst uitgevoerd in 2007 in de serie The Romantic Piano Concerto van Hyperion door Howard Shelley. Al die jaren lag het als manuscript ergens achter in de bibliotheek van de Royal Academy of Music. 
Bache’s zuster Constance, schrijfster en componiste, heeft een boek geschreven over haar twee muzikale broers: Brother Musicians (1901). Het boek is in 2013 opnieuw uitgegeven door Cambridge Library Collection.